# Dendropoma andamanicum
Dendropoma andamanicum is een slakkensoort uit de familie van de Vermetidae. De wetenschappelijke naam van de soort is voor het eerst geldig gepubliceerd in 1933 door Prashad & Rao.